# Cathédrale de Montepulciano
La cathédrale de Montepulciano est une église catholique romaine de Montepulciano, en Italie. Il s'agit de la cathédrale du diocèse de Montepulciano-Chiusi-Pienza.